# Dietrich Dickertmann
Dietrich Dickertmann (* 11. Dezember 1941 in Verden an der Aller) ist ein deutscher Wirtschaftswissenschaftler (Volkswirtschaftslehre, insbesondere Finanzwissenschaft) und emeritierter Hochschullehrer.

## Leben
Dickertmann legte das Abitur ab und absolvierte eine Banklehre (1964). Anschließend studierte er bis 1968 Betriebswirtschaftslehre an der WiSo-Fakultät der Universität zu Köln (Abschluss als Diplom-Kaufmann). Von 1969 bis 1978 war Dickertmann wissenschaftlicher Assistent bei K.-H. Hansmeyer, Seminar für Finanzwissenschaft der Universität zu Köln. Die Promotion erfolgte 1971 (Thema „Finanzierung von Eventualhaushalten durch Notenbankkredit - Erfahrungen aus der Rezessionsbekämpfung des Jahres 1967“). 1978 wurde ihm die Venia legendi für Wirtschaftliche Staatswissenschaften durch die WiSo-Fakultät der Universität zu Köln verliehen (Habilitationsthema: „Öffentliche Finanzierungshilfen - Darlehen, Schuldendiensthilfen und Bürgschaften als Instrumente des finanzwirtschaftlichen Interventionismus“).
Dickertmann wurde 1979 zum Professor (C 4) für Volkswirtschaftslehre, insbesondere Finanzwissenschaft, im Fachbereich IV der Universität Trier ernannt. Einen Ruf auf den Lehrstuhl für Wirtschaftliche Staatswissenschaften, insbesondere Finanzwissenschaft, an die Hochschule für Verwaltungswissenschaften in Speyer, lehnte er 1991 ab. Dickertmann war 2001 bis 2003 Dekan des Fachbereichs IV der Universität Trier.
Dickertmann war Mitglied in verschiedenen Wirtschaftswissenschaftlichen Vereinigungen und Beiräten, so u. a. seit 1972 im Verein für Socialpolitik und seit 1985 in dem dort angesiedelten Ausschuss für Finanzwissenschaft sowie von 1990 bis 2002 im Beirat für Umweltökonomische Gesamtrechnungen (UGR) beim Bundesministerium für Umwelt, Naturschutz und Reaktorsicherheit (BMU) (von 1992 bis 1995 Vorsitz dieses Beirats). Dickertmann wirkte an der Entwicklung der Datenbank „ChinLex“ mit, eine deutsch-chinesische Datenbank über System und Strukturen der Sozialen Marktwirtschaft. Dickertmann gehörte zu den 83 Professoren, die im Jahr 2009 den Aufruf „Rettet die Wirtschaftspolitik an den Universitäten!“ unterzeichneten.
Verdienstvoll waren unter anderem seine Arbeiten zur Theorie und Politik der öffentlichen Verschuldung, der Subventionen und der Besteuerung. Er forschte ferner über den Staat und Notenbanken, Geld- und Währungspolitik, Öffentliche Unternehmen, Umweltschutz und öffentlicher Haushalt sowie Finanzen der Europäischen Union.
Dickertmann war Mitunterzeichner des eurokritischen Manifests Die währungspolitischen Beschlüsse von Maastricht: Eine Gefahr für Europa (1992) und des Hamburger Appells (2005).